# Gajusz Fabiusz Ambustus (konsul)
Gaius Fabius Ambustus – rzymski konsul w 358 p.n.e. wywodzący się z patrycjuszowskiego rodu Fabiuszy.
W roku piastowania przez Fabiusza urzędu konsula Rzym prowadził wojnę z Tarkwinami i Hernikami. Fabiusz miał walczyć z Tarkwiniami, natomiast drugi konsul, Gajusz Plaucjusz Proculus miał prowadzić działania wojenne przeciwko Hernikom. W walkach przeciwko Tarkwinom Fabiusz odniósł klęskę, natomiast 307 jeńców rzymskich miało zostać straconych na rynku tarkwińskim. W 355 p.n.e. był jednym z interreksów, których celem było wybranie dwóch patrycjuszy na urząd konsula i uniemożlwienie wyboru jakiegokolwiek plebejusza na to stanowisko.